# 黔北黑猪
黔北黑猪是中国地方猪品种之一。黔北黑猪分为山盆猪（播州区）、天河猪（湄潭县）、旧城猪（道真仡佬族苗族自治县旧城镇）、复兴猪（德江县）、龙贝猪（凤冈县）、绥阳猪（绥阳县）、桐木猪（务川仡佬族苗族自治县）、芭蕉猪（桐梓县）、石洞猪（息烽县）等9个类群。
黔北黑猪主产于贵州省北部，分长头和短头两种。